# يورغن هولتز
يورغن هولتز (بالألمانية: Jürgen Holtz)‏ (1932 - 2020)، هو ممثل سينمائي ومسرحي ألماني. ظهر في أكثر من سبعين فيلم منذ عام 1957.
ولد يوم 10 أغسطس 1932 في مدينة برلين وفيها توفي أيضا يوم 21 يونيو 2020 (87 سنة).

## من أعماله
- روزا لوكسمبورغ (فيلم)
- وقائمة طويلة جدا من الأعمال السينمائية والتلفزيونية والمسرحية.

## جوائز
- 1990 - جائزة «Grimme-Preis»
- 1993 - جائزة «Schauspieler des Jahres»
- 1993 - جائزة «Gertrud-Eysoldt-Ring»
- 2004 - جائزة هيسن الثقافية
- 2013 - جائزة المسرح في برلين
- 2014 - جائزة «Konrad-Wolf-Preis»

## من مؤلفاته
- يورغن هولتز. يا شبح! إلى أين تسافر؟، (السيرة الذاتية) (2015) -> ISBN 978-3-95749-011-7 .

## وصلات خارجية
- يورغن هولتز على موقع IMDb (الإنجليزية)
- يورغن هولتز على موقع روتن توميتوز (الإنجليزية)
- يورغن هولتز على موقع مونزينجر (الألمانية)
- يورغن هولتز على موقع ألو سيني (الفرنسية)
- يورغن هولتز على موقع ميوزك برينز (الإنجليزية)
- يورغن هولتز على موقع أول موفي (الإنجليزية)
- يورغن هولتز على موقع قاعدة بيانات الأفلام السويدية (السويدية)
- يورغن هولتز على موقع ديسكوغز (الإنجليزية)
- يورغن هولتز على موقع قاعدة بيانات الفيلم (الإنجليزية)
- يورغن هولتز على موقع كينوبويسك (الروسية)
- يورغن هولتز.imdb في قاعدة بيانات الأفلام على الإنترنت (الإنجليزية)